# Ranunculus baidarae
Ranunculus baidarae är en ranunkelväxtart som beskrevs av Franz Josef Ivanovich Ruprecht. Ranunculus baidarae ingår i släktet ranunkler, och familjen ranunkelväxter. Inga underarter finns listade i Catalogue of Life.